# John Shrader

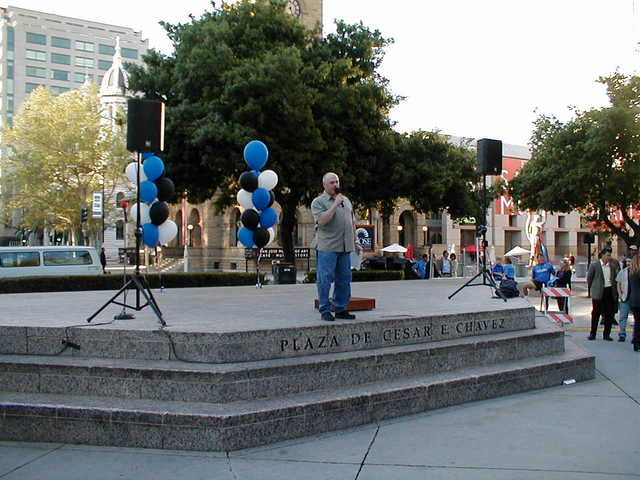
John Shrader

John Shrader (* um 1957) ist ein US-amerikanischer Sportkommentator für Fox Sports Net Bay Area.
Shrader kommentiert seit der Saison 2006/07 die Drittelpausen der Saison- und Playoffspiele der San Jose Sharks, einem Franchise der nordamerikanischen Profi-Eishockeyliga NHL. Unterstützt wird er dabei durch das Duo Randy Hahn und Marty McSorley, die die Spiele kommentieren. Zudem führt er Interviews mit den Spielern und ist Gastgeber der Sendung Shark Byte, die Zuschauern Hintergrundberichte zu Team und Spielern bietet.
Bevor Shrader die Position bei den Sharks von Glen Kuiper übernahm, arbeitete er als Seitenlinien-Reporter bei den San Francisco 49ers, einem Team der National Football League.
Neben seiner Tätigkeit als Sportreporter unterrichtet Shrader Journalismus am San Jose City College. Er selbst hat einen Bachelor-Abschluss in Journalismus von der California State University Long Beach sowie einen Master-Abschluss in Mass Communications von der San José State University.